# Joseph Paneth
Joseph  Eduardo  Paneth, né le 6 octobre 1857 et mort le 4 janvier 1890 à Vienne, est un médecin et physiologiste autrichien connu pour la description de cellules immunitaires disséminées dans l'intestin grêle. 

## Biographie
Il étudie la médecine dans les universités de Heidelberg et de Vienne, où il collabore avec le physiologiste Ernst Wilhelm von Brücke (1819-1892).
Après un court séjour à Breslau, il retourne à Vienne pour occuper un poste d'assistant en 1886. Entre 1883 et 1884, il travaille à la station zoologique de Villefranche, à proximité de Nice.
Il est également l'ami de Sigmund Freud qui lui dédie son Interprétation des rêves à titre posthume. 
Il entretient aussi une correspondance avec Friedrich Nietzsche.
Il meurt atteint de tuberculose en 1890. 
Il est le père du chimiste Friedrich Paneth (1887–1958).

## Éponymie
- cellule de Paneth: cellules immunitaires, de forme pyramidale, situées au fond des glandes de Lieberkühn, disséminées au sein de l'épithélium intestinal des mammifères , ayant pour rôle de sécréter divers facteurs de protection dans la lumière des cryptes, tels que le lysozyme et les défensines.